# Toplinske pumpe
Toplinske pumpe ili dizalice topline su sustavi jeftinog i ekološki čistog načina grijanja, one mogu crpiti toplinu iz vode, zemlje ili zraka. Rade na principu sličnom kao i rashladni uređaji. Osnovni proces koji objašnjava njihov rad je lijevokretni Carnotov kružni proces. Toplinske pumpe najčešće koriste freone kao rashladni medij, ali mogu koristiti i neke druge plinove (npr. amonijak). Najjednostavniji oblici toplinskih pumpi su klima uređaji koji griju i hlade, tzv. inverteri. Oni crpe toplinu iz zraka, najlakši su za montažu i najjeftiniji. Složeniji oblici koji daju i više energije su sustavi koji se ukapaju pod zemlju gdje se koristi unutarnja toplina zemlje koja podiže temperaturu rashladnog medija (najčešće nekog od plinova freona). Toplinske pumpe danas još nisu stekle široku primjenu iako su bolji izvor grijanja od fosilnih goriva koja polako nestaju, zagađuju okoliš i imaju stalan porast cijena.

## Razvoj rashladne tehnike i toplinskih pumpi
Potreba za hlađenjem pojavila se već u 18.stoljeću kada su ljudi, da bi hranu održali hladnom, rezali iz jezera led i spremali ga u zimi u izolirane prostorije kako bi ga čuvali do ljeta, a kroz ljeto ga koristili. Prvi koji je uspio proizvesti aparat, preteču današnjem kompresoru, bio je američki inženjer Jacob Perkins 1834. godine. Prvi oblik rashladnog uređaja proizveden je 1855. godine u Njemačkoj, iako je Michael Faraday otkrio princip njegova rada već 1824. godine. Takav uređaj proizvodio je umjetni led sve do 1890. godine kada se nakon blage zime pojavila veća potražnja za ledom. Tada je krenuo ubrzan razvoj tehnologije rashlađivanja. Prvi kućni hladnjaci proizvedeni su 1910. godine. Primjena je tih godina bila mala pa je 1918. godine u Americi prodano samo 67 uređaja, dok se danas godišnje proda više desetaka milijuna rashladnih uređaja. Bitan doprinos razvoju dao je General Electric koji je proizveo prvi hermetički zatvoren uređaj. Godine 1927. pojavili su se i prvi klima uređaji. Principi rada toplinske pumpe poznati su koliko i rad rashladne tehnologije koja se još i danas usavršava.

## Teoretski princip rada toplinske pumpe
Toplinska pumpa je sustav koji se bazira na lijevokretnom Carnotovom kružnom procesu koji toplinu u stroju pretvara u rad, pri čemu se koristi idealni plin, najčešće neki od freona ovisno o željenim temperaturama. Način rada je gotovo identičan načinu rada kućnog hladnjaka, a razlika je u tome što rashladni uređaj oduzima toplinu namirnicama i predaje je okolini dok toplinska pumpa uzima toplinu iz zraka, vode ili zemlje, i dovodi je u prostor koji želimo zagrijati. Proces se sastoji od dvije adijabatske promjene i dvije izotermne promjene koje zatvaraju ciklus.
- 1. izotermna ekspanzija promjena odvija se u kondenzatoru koji predaje toplinu rashladnog medija vodi ili nekom drugom prostoru koji želimo zagrijati. Rashladni medij mora prijeći u tekuću fazu.

- 2. adijabatska ekspanzija koju izvodi termo-ekspanzijski ventil unutar kojeg rashladni medij gubi tlak i opada mu temperatura.

- 3. prva izotermna promjena na isparivaču kada on uzima toplinu iz okoline (voda, tlo, zrak) i zagrijani rashladni medij u parnoj fazi vraća je natrag na kompresor čime zaokružuje ciklus.

- 4. adijabatska kompresija promjena na kompresoru gdje tlak medija raste kao i temperatura.

- 5. faktor grijanja je pokazatelj energetske učinkovitosti rada toplinske pumpe gdje je najvažniji omjer predane topline Qo i dovedenog vanjskog rada koji se dovodi radom kompresora W.

βR=Q0/W

## Dijelovi toplinske pumpe
1. Kompresor
2. Kondenzator
3. Termo ekspanzijski ventil
4. Isparivač
5. Rashladni mediji (plinovi)

### Kompresor:
Kompresori su strojevi koji imaju ulogu tlačenja rashladnog medija, podizanja njegove temperature i tlaka dovođenjem rada W. Postoji više načina podjele kompresora, ali za nas su bitne samo dvije:
1.	Podjela prema dosegljivom tlaku;
- vakumske sisaljke
- kompresori niskog tlaka (do 10 bar)
- kompresori srednjeg tlaka (100 bar)
- kompresori visokog tlaka (do 500 bar)
- superkompresori (do 3000 bar)

Toplinske pumpe najčešće koriste kompresore niskog odnosno srednjeg tlaka do 20 bar. 
2.	Podjela prema području primjene odnosno temperaturi; 
- kompresore za niske tlakove isparavanja ( za smrzavanje temperatura isparavanja <-30°C)
- kompresore za srednje tlakove isparavanja (za hlađenje temperatura isparavanja približno -10°C)
- kompresore za visoke tlakove isparavanja (za klimatizaciju temperatura isparavanja >0°C)

### Kondenzator
Kondenzator je izmjenjivač topline napravljen kao sustav cijevi u zavojnicu gdje rashladni medij predaje toplinu. Kod toplinskih pumpi on svoju toplinu predaje vodi koja se pri tome zagrijava i pomoću vodene pumpe cirkulira kroz izmjenjivač topline u prostoru kojim grijemo npr. radijator i na taj način nas grije. Kod rashlada on ima obrnutu ulogu gdje on odvodi toplinu.

### Termo ekspanzijski ventil
Ekspanzijski ventil je regulator protoka rashladnog medija kroz sistem. Nalazi se između kondenzatora i isparivača. U njega ulazi rashladni medij iz kondenzatora na višem tlaku i većoj temperaturi. Kada plin izađe iz ventila u cijev većeg poprečnog presjeka, dobivamo niži tlak rashladnog medija. Ekspanzijskim ventilom možemo regulirati rad kompresora regulirajući površinu poprečnog presjeka kod protoka, njegovu otvorenost odnosno zatvorenost regulira sonda koja se nalazi prislonjena na usisnu cijev kroz koju rashladni medij nakon predavanja topline ulazi u kompresor. Unutar sonde se nalazi medij (obično tekućina s viskom koeficijentom termičkog rastezanja) koji se širi povećanjem temperature rashladnog medija te time se smanjuje protok i dobiva se niža temperatura rashladnog medija. U obrnutom slučaju kada je rashladni medij na nižoj temperaturi, ventil se otvara i dobiva se nešto viša temperatura rashladnog medija. Regulacijom otvorenosti ventila dobiva se optimalan rad kompresora i optimalna temperatura rashladnog medija kada je iskoristivost najpovoljnija.
Manji sustavi ne koriste termo-ekspanzijske ventile već cijevi manjeg promjera (kapilare), od cijevi unutar sustava kroz koje putuje rashladni medij. Kapilare djeluju na istom principu, samo je kod njih površina poprečnog presjeka protoka plina konstantna. 

### Isparivač
Isparivač je izmjenjivač topline građen kao sustav cijevi namotanih u zavojnicu površinom u koje ulazi rashladni medij na nižoj temperaturi i preuzima toplinu iz tla, vode ili zraka. Dakle nama su tlo, voda ili zrak su medij koji svoju energiju predaju toplinskoj pumpi. Isparivač je funkcijski građen kao i kondenzator.  

## Rashladni mediji (plinovi)
Kao rashladni medij moraju se koristiti isključivo plinovi sa svojstvima da na određenoj temperaturi, ovisno o tlaku, mogu biti u svim agregatnim stanjima. Rashladni medij ne smije reagirati niti s jednim sastavom unutar sistema, gustoća bi mu trebala biti što veća, mora biti hermetički zatvoren unutar sustava, najčešće u nehrđajućim bakrenim cijevima, mora biti neeksplozivan, tako da u slučaju ispuštanja ne bi došlo do eksplozije, neotrovan i po mogućnosti što manje štetan za okoliš. 
Rashladni medij se miješa s mazivim uljem kojem rashladni medij mora osigurati kontinuirano putovanje kroz čitav sustav. Ulje ne smije mijenjati svojstva plina.